# Agnez-lès-Duisans
Agnez-lès-Duisans é uma comuna francesa na região administrativa de Altos da França, no departamento de Pas-de-Calais. Estende-se por uma área de 7,3 km². Em 2010 a comuna tinha 665 habitantes (densidade: 91,1 hab./km²).